# 1963年バスケットボール世界選手権
1963年バスケットボール世界選手権（FIBA World Championship 1963）は、1963年5月12日から5月25日まで、ブラジルのリオデジャネイロで開催されたバスケットボールの国際大会である。
この大会で日本が初出場を果たしたが、13ヵ国中最下位に終わった。開催国ブラジルが連覇を果たした。

## 最終順位
| 1963年世界選手権 優勝国: |
| ------------------------ |
| ブラジル                 |

| 順位 | 国             |
| ---- | -------------- |
| 2    | ユーゴスラビア |
| 3    | ソビエト連邦   |
| 4    | アメリカ合衆国 |
| 5    | フランス       |
| 6    | プエルトリコ   |
| 7    | イタリア       |
| 8    | アルゼンチン   |
| 9    | メキシコ       |
| 10   | ウルグアイ     |
| 11   | カナダ         |
| 12   | ペルー         |
| 13   | 日本           |